# Encarsia

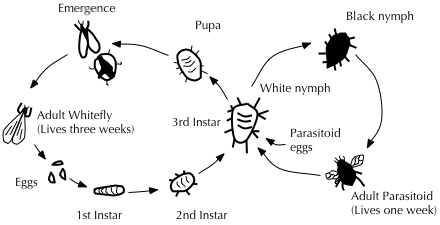
Цикл развития

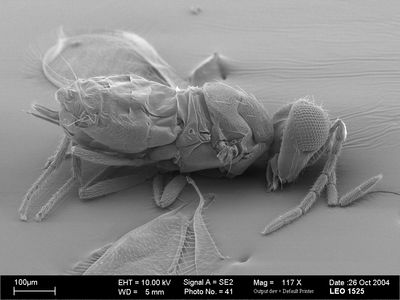
Encarsia formosa

Encarsia  (лат.) — род паразитических наездников надсемейства хальцид.
Около 400 описанных видов. Встречаются повсеместно. Реальное число видов значительно больше. Имеют важное экономическое значение для биологического контроля насекомых-вредителей (например для борьбы с табачной белокрылкой). Длина 1—2 мм. Первичные паразиты Sternorrhyncha, в особенности белокрылок (Aleyrodidae) и щитовок (Diaspididae). Некоторые виды паразитируют на тлях, на яйцах клопов (Plataspidae) и бабочек (Lepidoptera: Gelechiidae, Noctuidae, Pyralidae, Tortricidae). Самки развиваются как первичные эндопаразитоиды, в то время как самцы являются гиперпаразитоидами тех же или других видов хозяев.

## Виды, используемые в биоконтроле вредителей
- Encarsia berlesei Howard: для борьбы с Pseudaulacaspis pentagona[6]
- Encarsia bimaculata Heraty & Polaszek: Bemisia tabaci[7]
- Encarsia clypealis (Silvestri): Aleurocanthus woglumi[8]
- Encarsia formosa Gahan: Trialeurodes vaporariorum[9]
- Encarsia herndoni (Girault): Lepidosaphes gloverii[6]
- Encarsia inaron (Walker): Aleyrodes proletella[10] и Siphoninus phillyreae[11]
- Encarsia lahorensis (Howard): Dialeurodes citri[6]
- Encarsia pergandiella Howard: Bemisia tabaci[12]
- Encarsia perniciosi (Tower): Quadraspidiotus perniciosus[6]
- Encarsia perplexa Huang & Polaszek: Aleurocanthus woglumi[13]
- Encarsia sophia (Girault & Dodd): Trialeurodes variabilis[14] и Bemisia tabaci[3]
- Encarsia tricolor Förster: Aleyrodes proletella[10]